# Герціана Матмуя
Герціа́на Матму́я (алб. Herciana Matmuja; нар. 1 лютого 1990 року, Кукес, Албанія) — албанська співачка. Представляла Албанію на пісенному конкурсі Євробачення 2014 у Копенгагені, Данія, з піснею «One Night's Anger» у першому півфіналі, однак до фіналу не вийшла.